# Kościół św. Józefa w Manikacie
Kościół parafialny św. Józefa (malt. Knisja Parrokjali ta' San Ġużepp, ang. Parish Church of Saint Joseph) – rzymskokatolicki kościół w Manikata, w granicach Mellieħa, na Malcie. Zaprojektował go w 1962 architekt Richard England, zbudowany zaś został w latach 1964–1974. Architektura kościoła oznacza odejście od tradycyjnych projektów budynków kościelnych i jest przykładem krytycznego regionalizmu. Forma budowli inspirowana jest girną, tradycyjną kamienną chatą o konstrukcji wspartej na kroksztynach.

## Historia

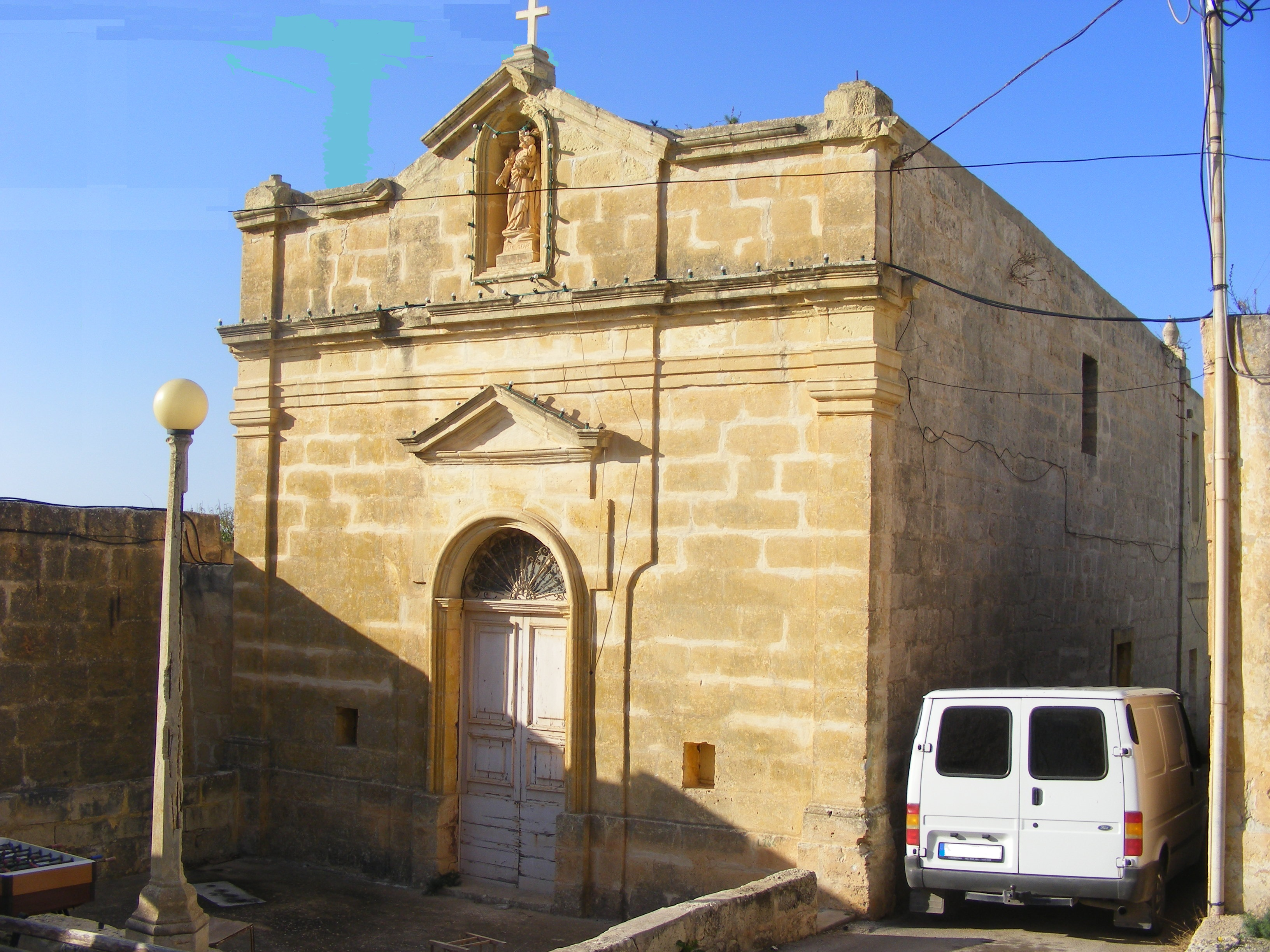
Stara kaplica św. Józefa w Manikacie

Pierwszym kościołem w miejscowości Manikata była niewielka kaplica poświęcona św. Józefowi, zbudowana w 1918. Przed połową XX wieku zrobiła się ona zbyt mała, jak na potrzeby rosnącej populacji miejscowości. Postanowiono ją powiększyć, lecz okazało się to rozwiązaniem mało praktycznym. W 1961 zdecydowano zbudować w innym miejscu nowy i większy kościół.
Rektor kaplicy, ks. Manwel Grima, poprosił architekta Edwina Englanda Sant Fournier o zrobienie planów nowego kościoła, ale ten powierzył to zadanie swojemu synowi Richardowi Englandowi, sprawiając, że kościół stał się jego pierwszym zleceniem. England zaprojektował budynek w 1962, kiedy sobór watykański II wprowadzał reformy w Kościele katolickim. Reformy te, mające na celu modernizację Kościoła, okazały się źródłem inspiracji Englanda na pomysł budynku nowego kościoła.
Kamień węgielny położony został przez arcybiskupa Mikiela Gonzi, w obecności premiera George’a Oliviera i ministra Josepha Spiteri 16 sierpnia 1964. Na spowolnienie tempa budowy kościoła miał wpływ ograniczony budżet w wysokości zaledwie 20 000 Lm, brak wykwalifikowanych robotników oraz śmierć rektora Grimy w 1971. Kościół został on w końcu konsekrowany przez arcybiskupa Gonzi 29 listopada 1974. Status kościoła parafialnego otrzymał 16 lutego 1985, a następnego dnia, 17 lutego, świątynia została konsekrowana przez arcybiskupa Josepha Merciecę. Kościół może pomieścić do 700 wiernych.

## Architektura
Kościół w Manikacie jest jednym z najbardziej znanych i nowatorskich kościołów na Malcie. Koncepcja Englanda wywodzi się z warunków specyficznych dla miejsca, związanych z krytycznym regionalizmem, oraz z pragnieniem odzwierciedlenia wprowadzanych ówcześnie reform w Kościele katolickim, dlatego różni się on od tradycyjnej architektury barokowej.
Kościół stoi na przełęczy niewielkiego grzbietu Bajda Ridge, znacząc najbardziej wysuniętą na północ granicę miejscowości, oddzielając teren zabudowany od pól. 

### Wygląd zewnętrzny

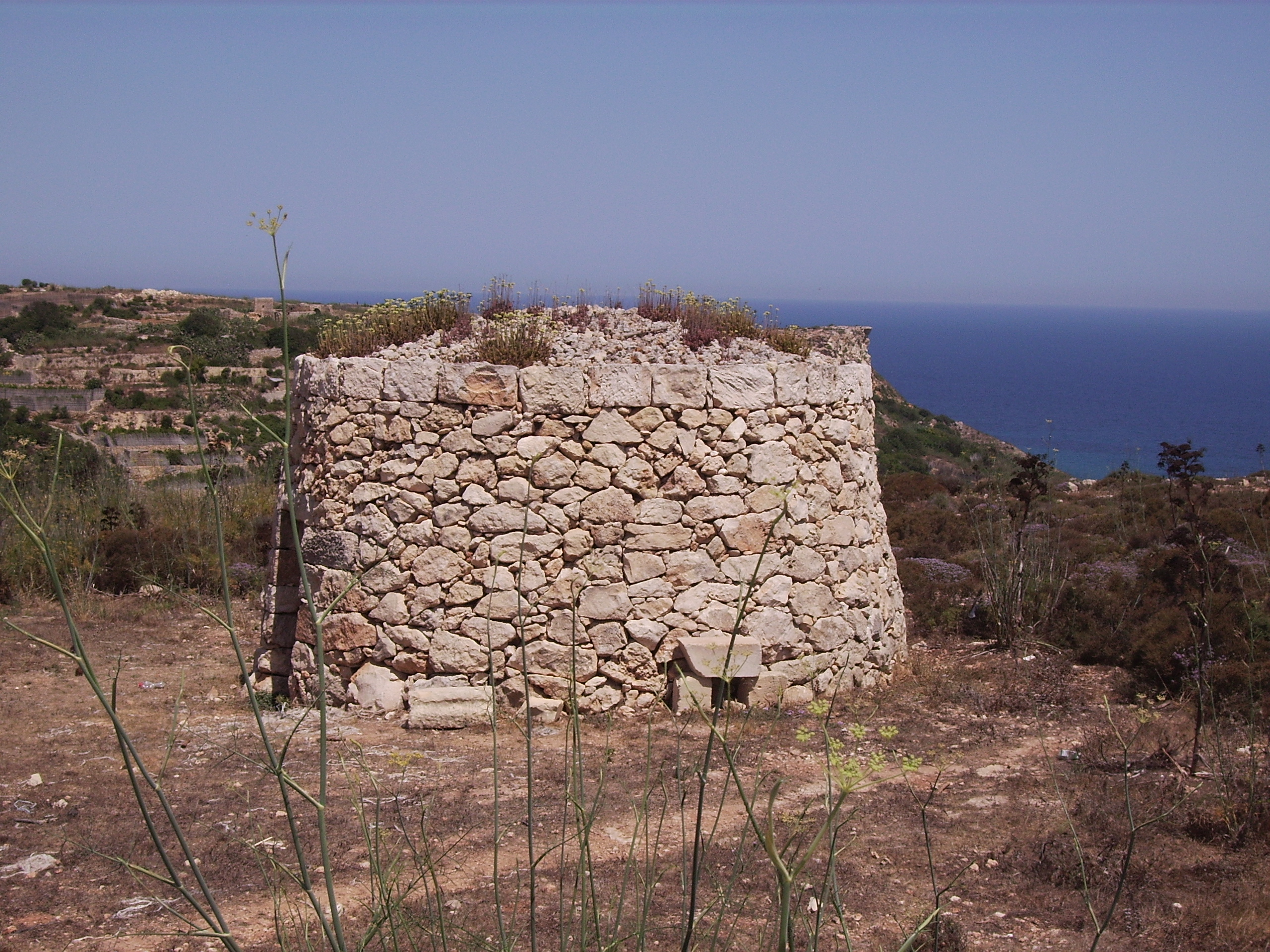
Projekt kościoła wykazuje inspirację tradycyjną girną

Kościół składa się z zakrzywionych ścian, które mają stworzyć element intymności, a ich konfiguracja przypomina megalityczne świątynie Malty. Innym źródłem inspiracji jest kaplica Notre Dame du Haut Le Corbusiera, która także oderwała się od bardziej konserwatywnych projektów kościelnych na rzecz form rzeźbiarskich. Ogólna forma kościoła projektu Englanda jest inspirowana abstrakcyjną interpretacją girny, typem tradycyjnej chaty z kamienia, typowej dla terenów wiejskich Malty. Jedynym znakiem prawdziwego przeznaczenia budynku jest krzyż, znajdujący się na ścianie ponad głównym wejściem, oraz prosta betonowa dzwonnica, stojąca na uboczu placu kościelnego.

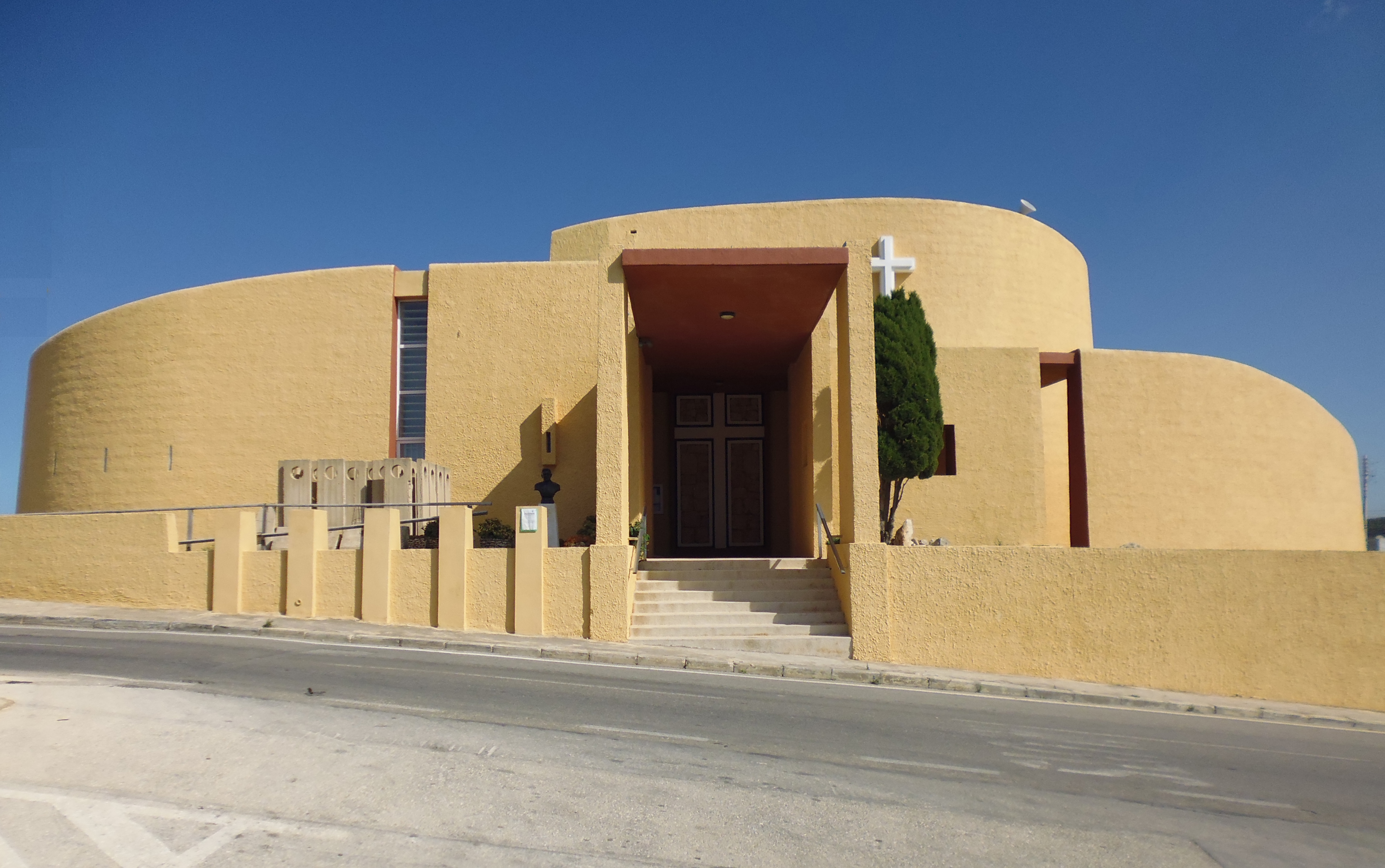
Główne wejście do kościoła

Kościół ma prosty plan, rozpoznawalnie podobny do świątyń, dwóch zazębiających się półokrągłych form o równych promieniach, zwróconych ku sobie wzdłuż osi północ-południe. Dłuższą i minimalnie niżej położoną część północną zajmuje nawa, podczas gdy w drugiej znajduje się prezbiterium. Grube, kamienne ściany sprawiają, że masywna konstrukcja zapewnia ochronę, a także praktyczną izolację przed ciepłem słonecznym.

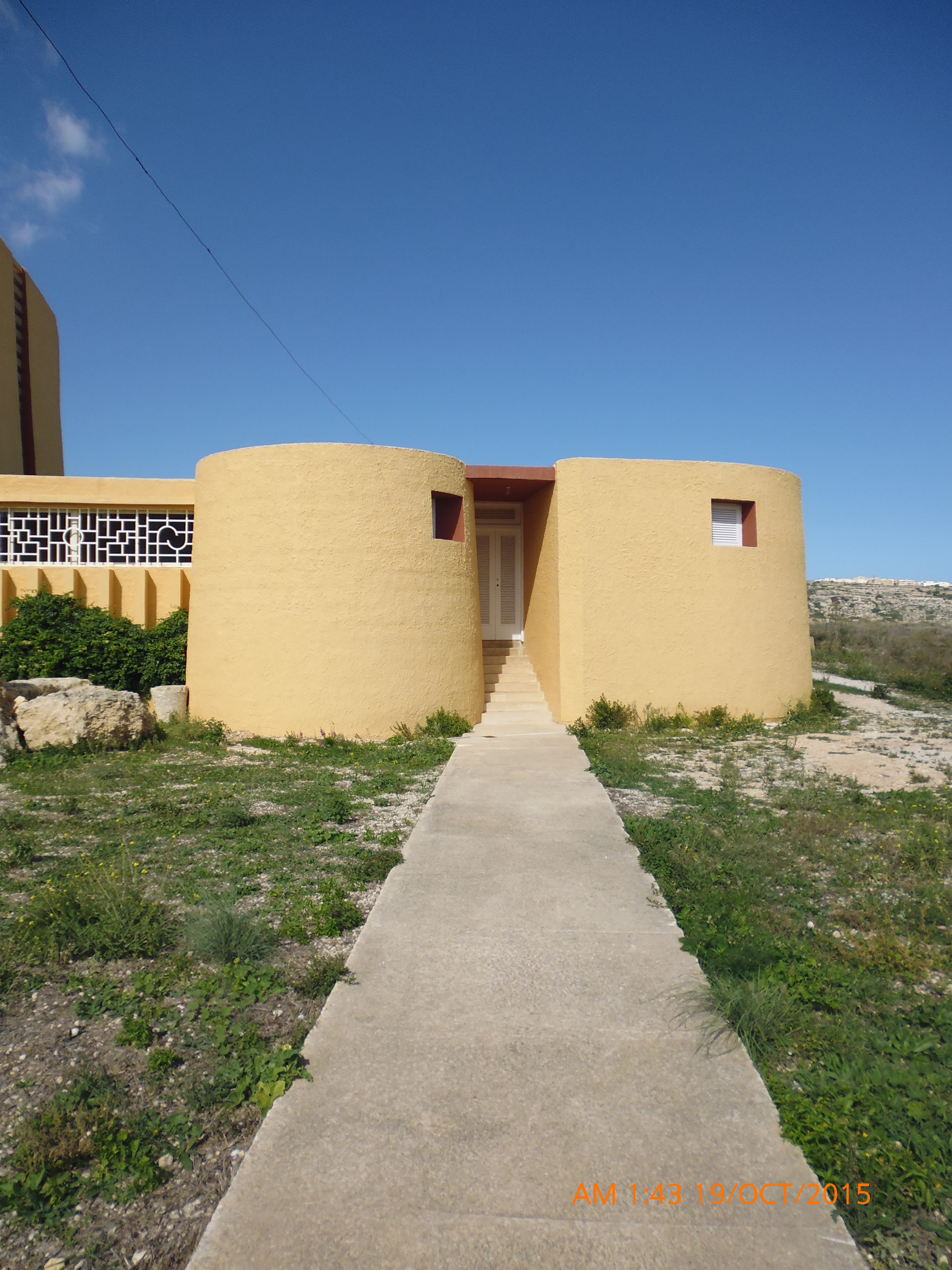
Budynek zakrystii

Do głównego wejścia od zachodu prowadzi otwarta brama w murze obiegającym teren kościelny. Masywne drewniane drzwi zamykają wejście w miejscu, gdzie dwie części budynku zachodzą na siebie. Od wschodu, połączona z kościołem, znajduje się zakrystia, w kształcie podobnym do głównego budynku. Pomyślany jako tradycyjny teren między sacrum wnętrza kościoła, a profanum zewnętrznego świata, zamknięty „zuntir” daje wystarczająco dużo miejsca, aby wierni mogli się spotkać przed czy po mszy świętej, lub przy specjalnych okazjach, jak ślub, chrzest lub lokalne uroczystości.

### Wnętrze świątyni
Wnętrze kościoła otynkowane jest na gładko. Podłoga prezbiterium pokryta jest płytami z lokalnego kamienia, w części dla wiernych położony jest gładki trawertyn. Wnętrze zaprojektowane zostało tak, aby wzmocnić wrażenie łączności obu części. Ołtarz, prosty kamienny stół, umieszczony jest w pobliżu krzyżowania się nawy z prezbiterium. Po jego prawej stronie (patrząc od nawy) stoi pulpit lektora, po lewej zaś prosta ściana wspierająca niewielką chrzcielnicę. Za ołtarzem, w półkolistym „gnieździe” muru, blisko tylnej ściany apsydy, umieszczone jest tabernakulum. Na ścianie znajduje się krzyż, podobny do tego nad wejściem do kościoła.
Długie poziome okno, wypełniające przestrzeń stworzoną przez różnicę wysokości płaskich cementowych dachów nad niższą nawą i wyższą apsydą, daje główne doświetlenie wnętrza kościoła. Światło pada do apsydy, oświetlając ołtarz. Uzupełnieniem jest kilka nieregularnie rozmieszczonych, podłużnych okien, umiejscowionych na głównej ścianie od wschodniej i zachodniej strony. W ścianie północnej jest rząd wąskich oszklonych otworów, znaczących czternaście stacji drogi krzyżowej.

## Ochrona dziedzictwa kulturowego
26 sierpnia 2011 budynek kościoła uznany został zabytkiem narodowym 1. klasy.

## Literatura
- Chris Abel: Manikata Church 1962-1974. Richard England. London: Academy Editions, 1995. ISBN 1-85490-397-7. (ang.).